# Université de Valence
Pour l'ancienne université française, voir Université de Valence (Dauphiné).
L’université de Valence (Universitat de València en valencien et officiellement, Universidad de Valencia en espagnol) fut fondée le 30 avril 1499 sous le nom de Estudi General. Elle est l'une des plus anciennes universités d'Espagne.
Elle est divisée en trois campus principaux (Blasco Ibáñez, Els Tarongers, Burjassot-Paterna) et en de nombreux centres affiliés, extensions, délégations, et emplacements, comme La Nau ou le Jardí Botànic.

## Anciens élèves célèbres
- José Jimeno Agius, homme politique
- Pío Baroja, écrivain
- Alicia Giménez Bartlett, écrivaine
- Ignacio Ribas Marqués, chimiste
- Joan Fuster, écrivain
- Ernest Lluch, économiste et homme politique
- Jaume Matas, ancien Président du Gouvernement des Îles Baléares
- Bernat Soria, ministre de la Santé et de la Consommation
- Peregrín Casanova, médecin, promoteur de l'évolutionnisme en Espagne
- Valeria Vegas, écrivaine